# Didier Ollé-Nicolle
Didier Ollé-Nicolle (Belley, 2 settembre 1961) è un allenatore di calcio ed ex calciatore francese, di ruolo difensore.

## Palmarès

### Allenatore

#### Competizioni nazionali
- Championnat National: 1

Clermont Foot: 2006-2007